# Chung Jung-Yeon
Chung Jung-Yeon –en hangul, 천정연– (4 de juliol de 1987) és una esportista sud-coreana que va competir en judo.
Va guanyar una medalla al Campionat Mundial de Judo de 2009, i tres medalles al Campionat Asiàtic de Judo entre els anys 2008 i 2012. Als Jocs Asiàtics de 2010 va aconseguir una medalla de bronze.

## Palmarès internacional
| Campionat Mundial | Campionat Mundial          | Campionat Mundial | Campionat Mundial |
| Any               | Lloc                       | Medalla           | Categoria         |
| ----------------- | -------------------------- | ----------------- | ----------------- |
| 2009              | Rotterdam ( Països Baixos) | 3                 | –48 kg            |
| Jocs Asiàtics     |                            |                   |                   |
| Any               | Lloc                       | Medalla           | Categoria         |
| 2010              | Canton ( R.P. de la Xina)  | 3                 | –48 kg            |
| Campionat Asiàtic |                            |                   |                   |
| Any               | Lloc                       | Medalla           | Categoria         |
| 2008              | Jeju ( Corea del Sud)      | 3                 | –48 kg            |
| 2009              | Taipei ( Xina Taipei)      | 1                 | –48 kg            |
| 2012              | Taskent ( Uzbekistan)      | 3                 | –48 kg            |